# 別れの宿
別れの宿（わかれのやど）は、美空ひばりのシングル。1980年8月1日に日本コロムビアから発売された。

## 概要
- A面『別れの宿』は、芸能生活35周年を迎えた1981年6月25日に日本武道館で開かれたリサイタルでも披露された[2]。作詞した木未野奈は音楽プロデューサー・曽根一成のペンネームであり、増位山大志郎「そんな女のひとりごと」を送り出した。そんな曽根を、増位山は恩師の一人に上げている[3]。

## 収録曲
両曲共　作曲・編曲：伊藤雪彦
1. 別れの宿
  - 作詞：木未野奈
2. 浮き草ふたり
  - 作詞：芦原みずほ